# Parafia Matki Bożej Królowej Polski w Jabłonnie
Parafia Matki Bożej Królowej Polski w Jabłonnie – parafia rzymskokatolicka należąca do dekanatu legionowskiego, diecezji warszawsko-praskiej, metropolii warszawskiej Kościoła katolickiego. Erygowana w 1925 przez kard. Aleksandra Kakowskiego. Prowadzą ją księża diecezjalni.